# Secteur pavé de Wallers à Hélesmes
Le secteur pavé de Wallers à Hélesmes (ou Pont Gibus) est un secteur pavé de la course cycliste Paris-Roubaix situé dans la commune de Wallers avec une difficulté actuellement classée trois étoiles. Le secteur est emprunté dans sa totalité lors de la cinquième étape du Tour de France 2014 dans le sens Hélesmes vers Wallers. Il est le dernier des neuf secteurs traversés de l'étape avant l'arrivée devant la Trouée d'Arenberg.
Il est surnommé "secteur du Pont Gibus" en raison du petit pont sous lequel passe le secteur, à l'endroit où Gilbert Duclos-Lassalle avait construit son succès en 1992.

## Galerie photos

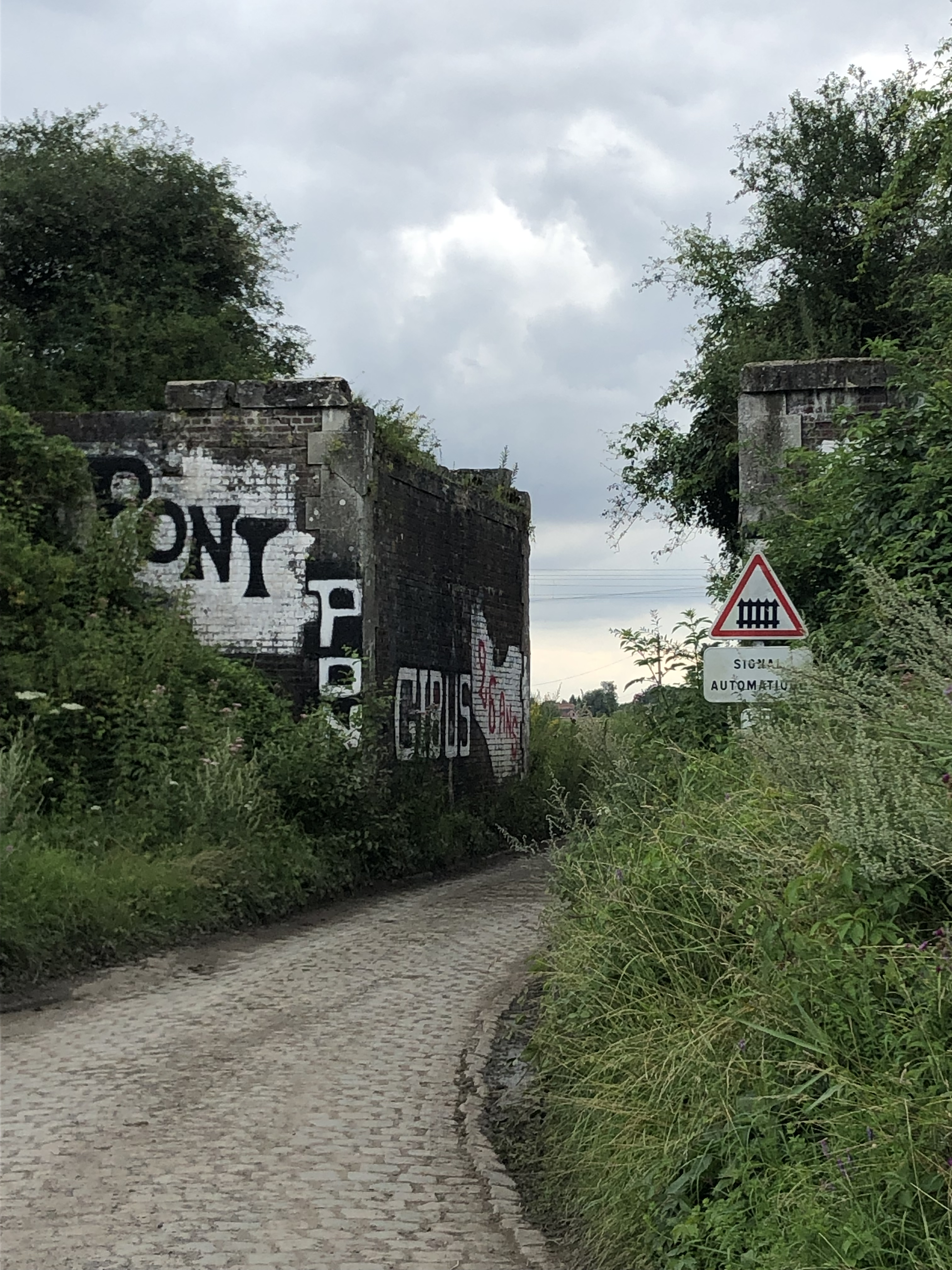
Passage Paris-Roubaix entre Wallers et Hélesmes

## Caractéristiques
- Longueur : 1 600 m
- Difficulté : 3 étoiles
- Secteur n° 18 (avant l'arrivée)